# Dil·lenials

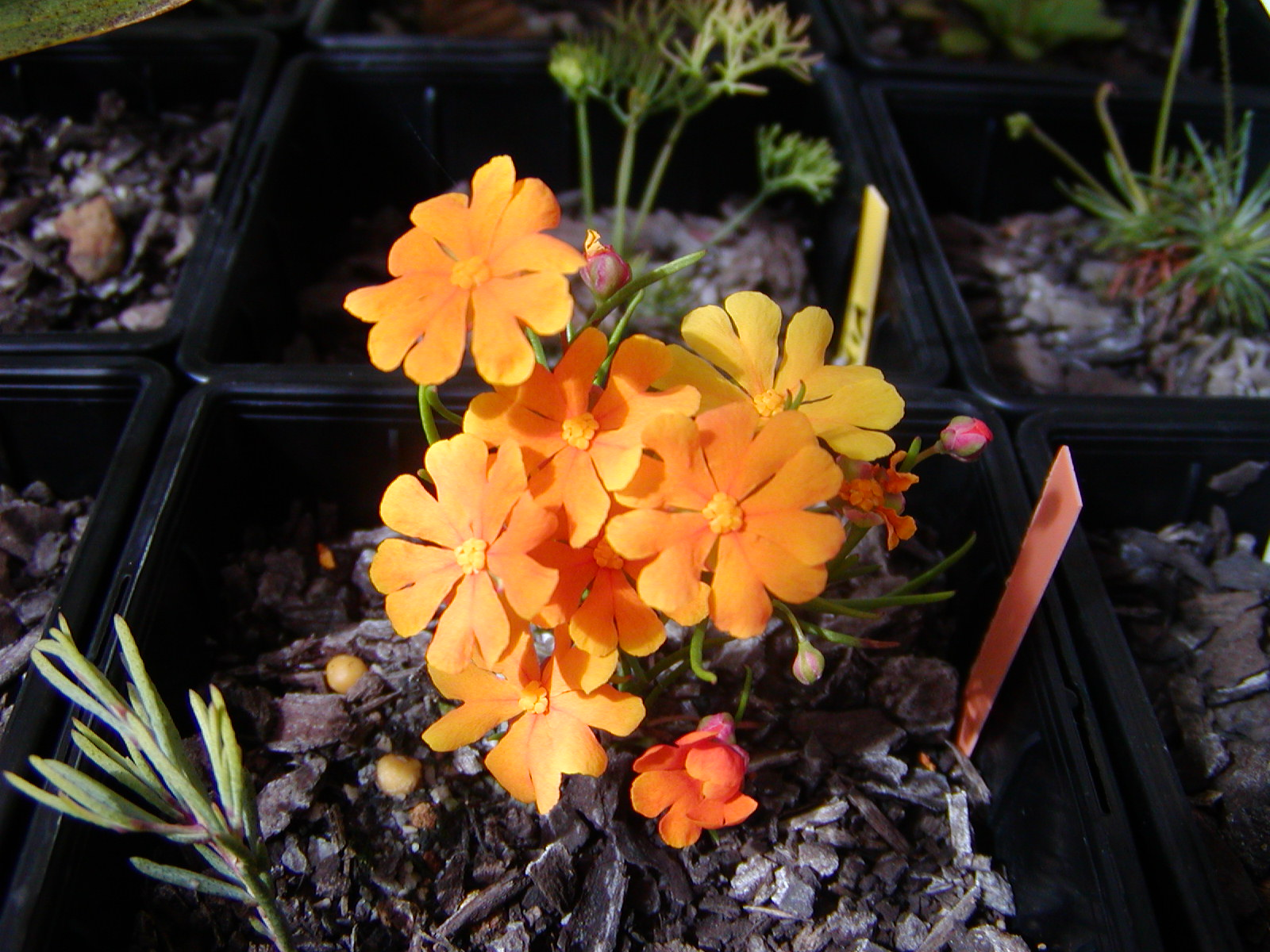
Hibbertia stellaris, Dilleniaceae

Les dil·lenials (Dilleniales) són un ordre d'angiospermes.

## Història taxonòmica
El sistema Cronquist (1981) el reconeix com a ordre amb dues famílies, i el situa a la subclasse Dilleniidae:
- Família Dilleniaceae
- Família Paeoniaceae

El sistema APG II (2003), assigna la família Dilleniaceae al core eudicots, sense posar-la dins un ordre, debatent si incloure-la en l'ordre Caryophyllales o en l'ordre Dilleniales. El sistema APG II assigna la família Paeoniaceae a l'ordre Saxifragales.
El sistema APG IV (2016) situa l'ordre Dilleniales en el clade Eudicotyledoneae i hi inclou només la família Dilleniaceae.